# Realismo socialista

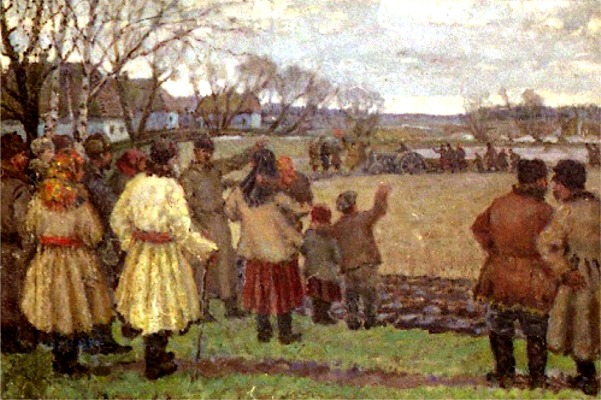
El primer tractor por Vladímir Krijatski. 1929

El realismo socialista es una corriente artística cuyo propósito es expandir la conciencia de clase, el conocimiento de los problemas sociales y las vivencias de las personas. Fue la tendencia artística impuesta oficialmente durante gran parte de la historia de la Unión Soviética, particularmente durante el gobierno de Iósif Stalin, en la República Popular China y, en general, en la mayoría de los países socialistas.

## El realismo socialista en la Unión Soviética
Durante el año siguiente a la Revolución rusa, las corrientes vanguardistas eran vistas como un natural complemento para las políticas revolucionarias; en las artes visuales florecía el constructivismo y en poesía y música se elogiaban las formas no tradicionales y vanguardistas, como el caso de la ópera atonal La nariz, de Shostakóvich, basada en el relato homónimo de Gógol.

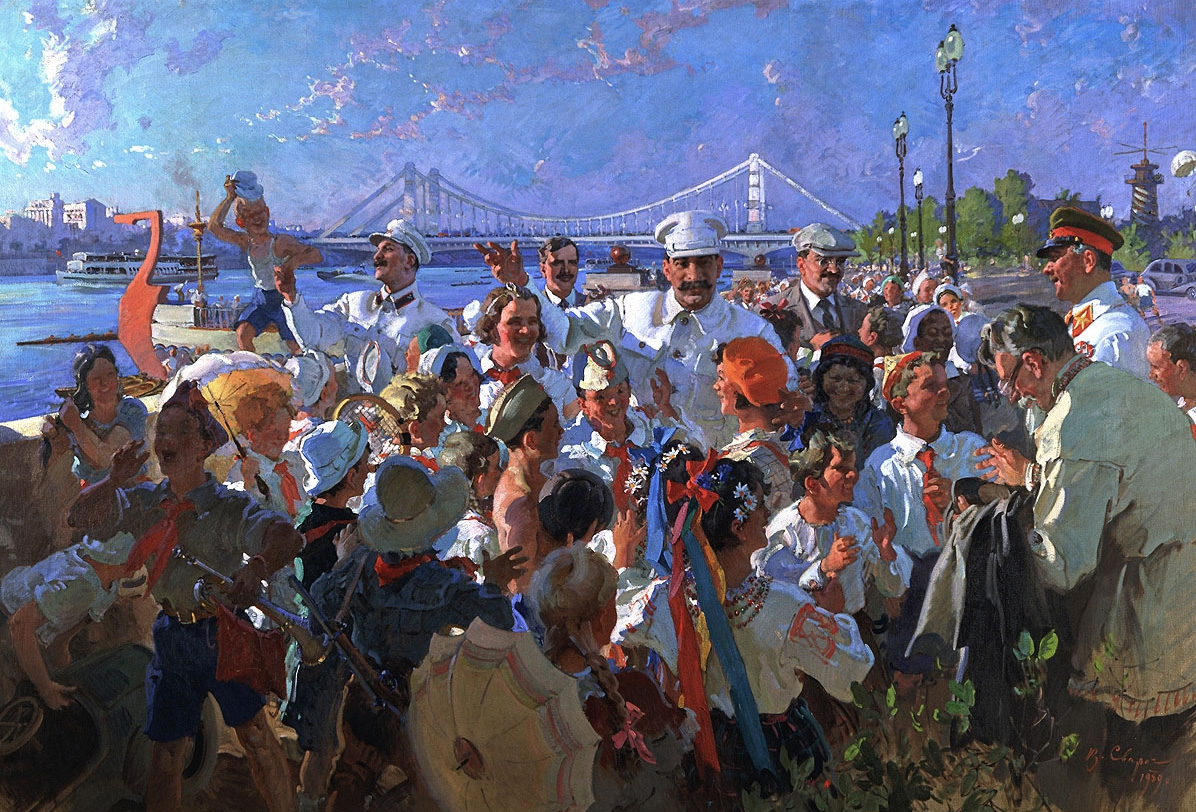
Óleo Stalin y miembros del Politburó entre los niños en el Parque Gorki. Por Vasili Svarog, 1939.

Sin embargo, esta situación de gran creatividad artística no tardó en generar críticas de algunos elementos del Partido Comunista hacia 1920, en tanto la ideología del nuevo régimen cuestionaba y rechazaba estilos artísticos modernos como el impresionismo, el surrealismo, el dadaísmo y el cubismo, debido a los principios subjetivistas que los fundamentaban y a los temas que trataban: el realismo socialista consideraba que el arte debía referirse únicamente a temas relevantes como la política o el proletariado, mostrando las ideas que debían guiar a la colectividad, el nuevo régimen soviético consideraba "reaccionario" un arte que se ocupaba de mostrar los pensamientos singulares del creador. 
La creatividad basada en lo subjetivo podía además ser tachada de "antisoviética" cuando el régimen propugnaba como ideología de Estado a la superioridad de la colectividad sobre el individuo. Como consecuencia el realismo socialista llevó a que la política cultural de la URSS pronto rechazara los estilos artísticos modernos por ser "reaccionarios" o "manifestaciones artísticas de la burguesía", promoviendo por el contrario un estilo realista pero con fuerte carga de ideología marxista en sus temas y contenidos.
Así, desde mediados de la década de 1920 el realismo socialista reemplazó a los estilos "burgueses" anteriores a la revolución de 1917, convirtiéndose en política oficial del Estado en 1932 al promulgar Iósif Stalin el decreto de reconstrucción de las organizaciones literarias y artísticas para que el trabajo artístico de toda especie quede bajo control firme de la autoridad estatal. Ese mismo año Stalin declaró en una reunión nacional de autores literarios que los escritores eran realmente "ingenieros del alma humana" dejando en claro cuál era su función como artistas dentro de la sociedad soviética.

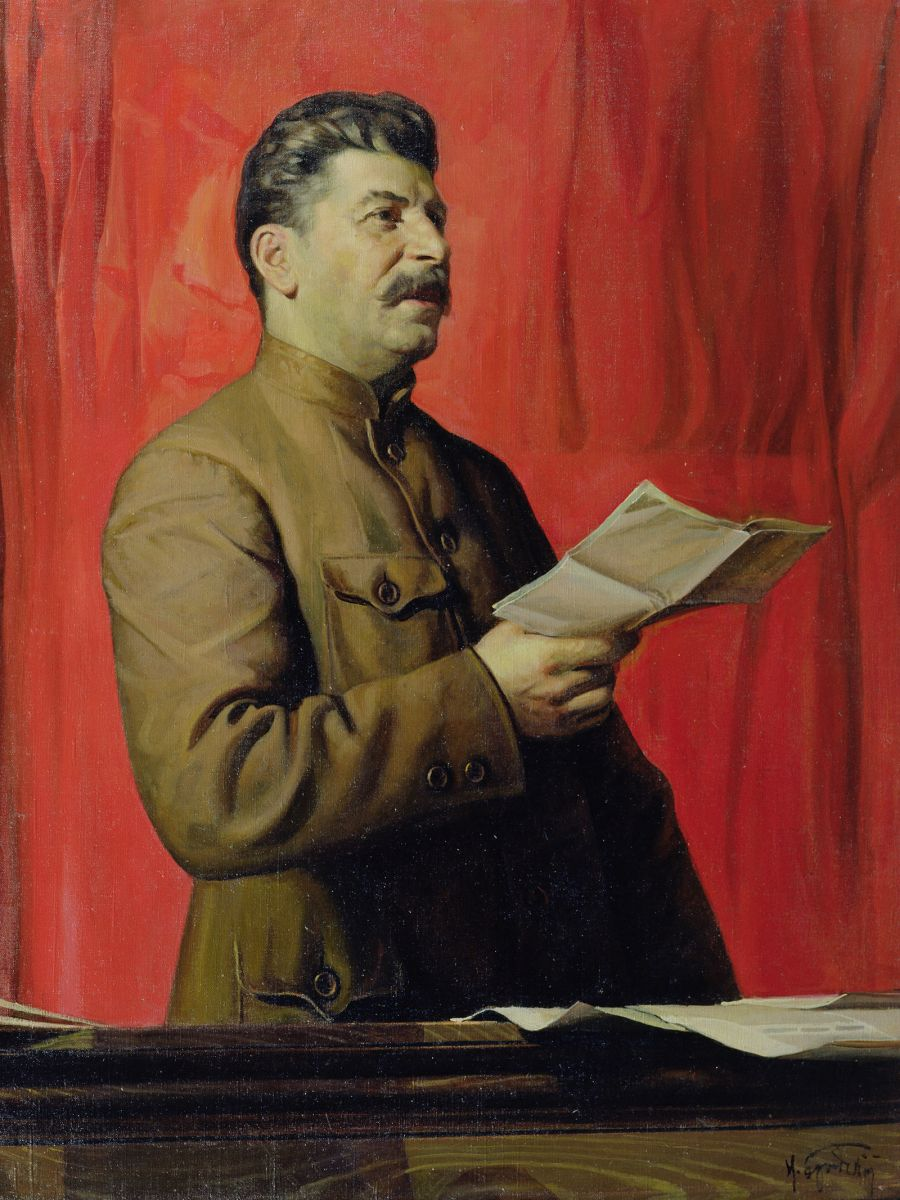
Retrato de Stalin por Isaak Brodski, 1933

Se fundó entonces la Unión de Escritores Soviéticos para su promoción, y la nueva política fue consagrada por el I Congreso de Escritores Soviéticos de 1934, para ser a partir de entonces estrictamente aplicada en todas las esferas de la producción artística, sea literaria, musical, o de artes plásticas, que debía seguir el molde del "realismo socialista". El 10 de febrero de 1948, se dictó el llamado decreto Zhdánov, que marcó el comienzo de una campaña de críticas y descalificaciones contra muchos compositores soviéticos tachados de "burgueses" o "decadentes", entre ellos Vanó Muradeli, Dmitri Shostakóvich, Serguéi Prokófiev y Aram Jachaturián. Posteriormente el gobierno de Stalin apoyó a algunos de estos artistas cuando se alinearon a la nueva política artística, llegando Shostakóvich y Prokófiev a recibir el Premio Stalin.
Las restricciones de temas artísticos se relajaron considerablemente tras la muerte de Stalin en 1953 y en 1958 fueron oficialmente rehabilitados los compositores condenados por el decreto Zhdánov, manteniendo sin embargo el Estado influencia y control sobre toda clase de producción artística. Los artistas que para la mirada del gobierno eran reaccionarios o poco identificados con la política oficial del "realismo socialista" se veían en un clima hostil para seguir creando. El estímulo gubernamental al realismo socialista en la Unión Soviética no impidió que se promovieran obras, autores y géneros del siglo XIX ajenos a dicha corriente y enraizados en la tradición rusa, lo que favoreció un destacado desempeño de intérpretes de música académica y ballet, entre otras manifestaciones artísticas.
Durante las décadas siguientes surgió un interés en los estilos artísticos alternativos, hecho que se acentuó hacia fines de la década de 1980 con las reformas de apertura hacia Occidente y la perestroika de Mijaíl Gorbachov. El realismo socialista siguió, sin embargo, vigente como estilo artístico con protección oficial hasta la disolución de la Unión Soviética en 1991, momento en que el Estado abandonó su inmensa participación en el campo artístico, catalogada como positiva por unos y como censura y manipulación por otros muchos.

## El realismo socialista en otros países
La Unión Soviética exportó el realismo socialista a casi todos los demás estados socialistas, donde la doctrina fue cobrando vigencia con diversos grados de rigor, convirtiéndose en la forma predominante de arte en dichos países durante unos cincuenta años. Actualmente el único país donde se impone esta corriente estética es Corea del Norte.[cita requerida] En la República Popular China el realismo socialista se puede observar en imágenes idealizadas que promueven el programa espacial o en la propaganda oficial. Durante el gobierno de Mao, el realismo socialista se materializaba generalmente en literatura y cuadros que ensalzaban a los trabajadores y a la revolución.

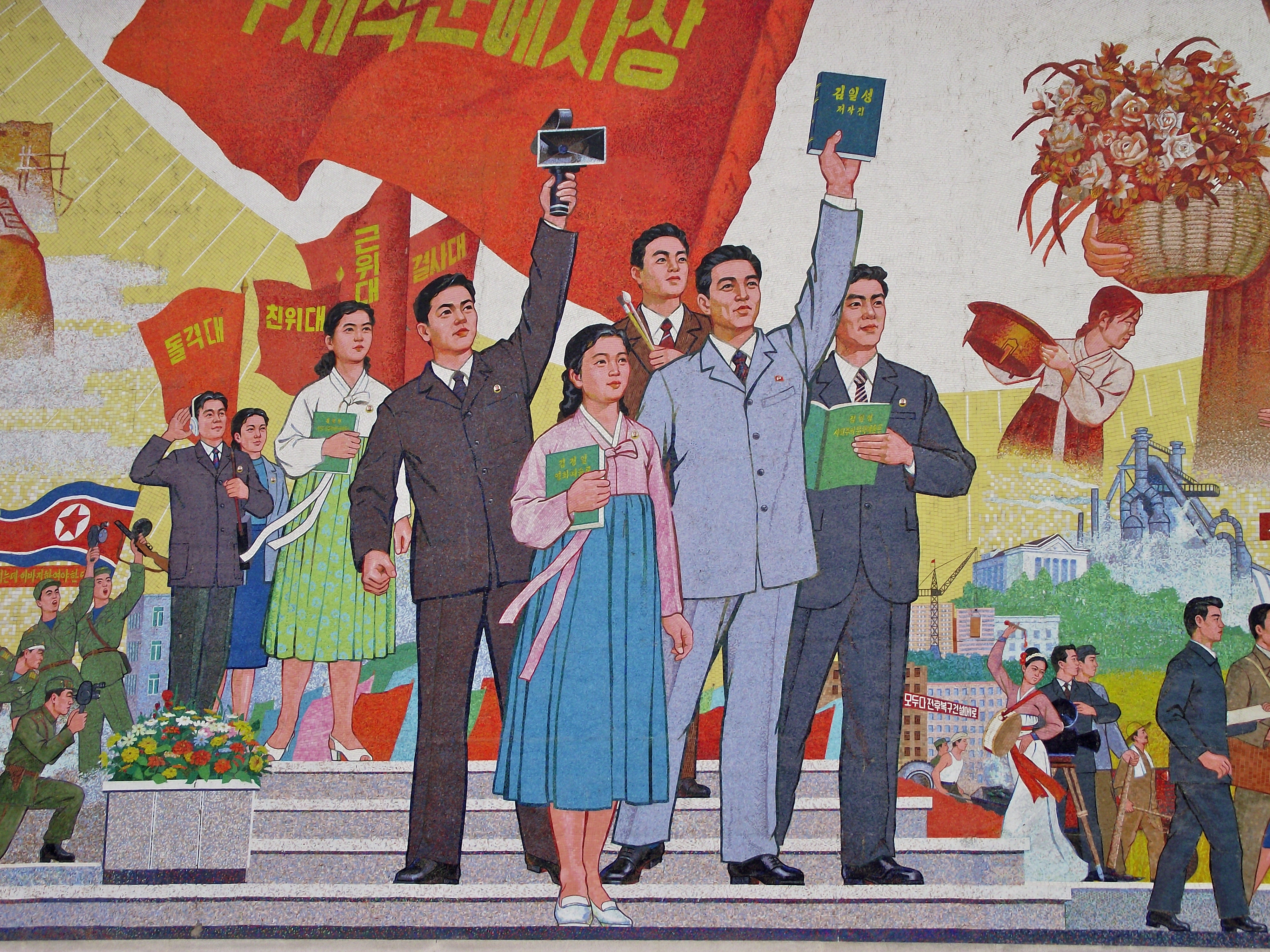
Mural propagandístico de Corea del Norte

El realismo socialista en su versión más ortodoxa no fue importante en países con otros regímenes políticos, pero ciertas corrientes artísticas tienen analogías con aquel, como el muralismo mexicano de Siqueiros, Rivera y Orozco, caracterizado por un claro compromiso social, una expresa vinculación ideológica con el socialismo y cierto despojamiento de elementos puramente ornamentales o formales en aras de la claridad y eficacia del mensaje social. La misma situación se observa en la Escuela Nacionalista de Música en México donde sobresalen obras de Carlos Chávez, José Pablo Moncayo, Blas Galindo y Salvador Contreras y otros compositores que escribieron obras para apoyar tal tendencia estética utilizando elementos supuestamente folclóricos. Igualmente, llegó a introducirse en España durante la segunda república.

## Características del realismo socialista
El realismo socialista tiene sus raíces en el neoclasicismo y las tradiciones realistas de la literatura rusa del siglo XIX, que describen la vida simple del pueblo campesino, a lo cual se añade la narración de sus luchas contra un orden social injusto, de lo cual es un exponente la obra de Máximo Gorki.
Su objetivo es exaltar a la clase trabajadora común, ya sea industrial o agrícola, al presentar su vida, trabajo y recreación como algo admirable en sí mismo. En otras palabras, su objetivo es educar al pueblo en las miras y significado del socialismo. La meta final es crear lo que Lenin llamó un tipo de ser humano completamente nuevo, el Nuevo Hombre Soviético. Stalin describió a los ejecutores del realismo socialista como ingenieros de almas.
El término "Realismo" se refiere a la intención de describir al trabajador como se supone que es en realidad, portando sus herramientas, inmerso en su actividad cotidiana, o manifestando su apoyo al régimen. El proletariado está en el centro de los ideales comunistas y por lo tanto su vida es materia digna de estudio, siendo preciso además exaltar y glorificar su propia actividad. Con esto, el realismo socialista se distancia del arte aristocrático producido bajo los zares durante los siglos anteriores, pero se entronca con la tendencia decimonónica a representar la vida social del pueblo común.
Parte del esquema del "realismo socialista" era, con mayor frecuencia con el paso de los años, mostrar al proletariado en escenas afables y que inspiren simpatía, así los pintores representan campesinos alegres y musculosos, trabajadores de fábricas y granjas colectivas concentrados en su labor, maquinaria, descartando imágenes asociadas a emociones "negativas (cansancio, tedio, penurias); durante el estalinismo también producían numerosos retratos heroicos de Stalin así como imágenes heroicas de soldados y marineros. Los paisajes industriales y agrícolas que exhibían los logros de la economía soviética eran temas muy comunes en pintura y escultura, dejando de lado temas más "íntimos" o "personales", dando preferencia siempre al sentimiento colectivo. Se esperaba que los novelistas escribieran historias concordantes con la doctrina marxista del materialismo dialéctico, exaltando las luchas del proletariado, su esfuerzo y dedicación al trabajo, evitando retratar situaciones reales pero "subjetivas" que no eran bien vistas por el régimen (alcoholismo, depresión, dilemas personales). Los compositores de música debían crear una música vívida que reflejara la vida y luchas del proletariado, con emoción y acordes llenos de efecto y pasión, rechazando innovaciones sonoras.

## Críticas al realismo socialista
Para sus críticos, comparado con la variedad y eclecticismo del arte occidental del siglo XX, el realismo socialista aparece como un rango estrecho, burdo y predecible de producción intelectual. A menudo se lo criticó por representar un obstáculo para el verdadero arte, o por las presiones políticas a que se veían sometidos los artistas. Czesław Miłosz en la introducción a Sobre el realismo socialista, de Andréi Siniavsky (1959), describe la producción del realismo socialista como inferior, lo que considera resultado inevitable de una, según él, limitada visión de la realidad permitida a los artistas por esta corriente. En la misma línea, los críticos hablan de varios casos de exilios culturales incluso una vez finalizado el período estalinista, como el del Grupo de Odesa, un grupo de artistas que abandonaron el país aduciendo motivos políticos.

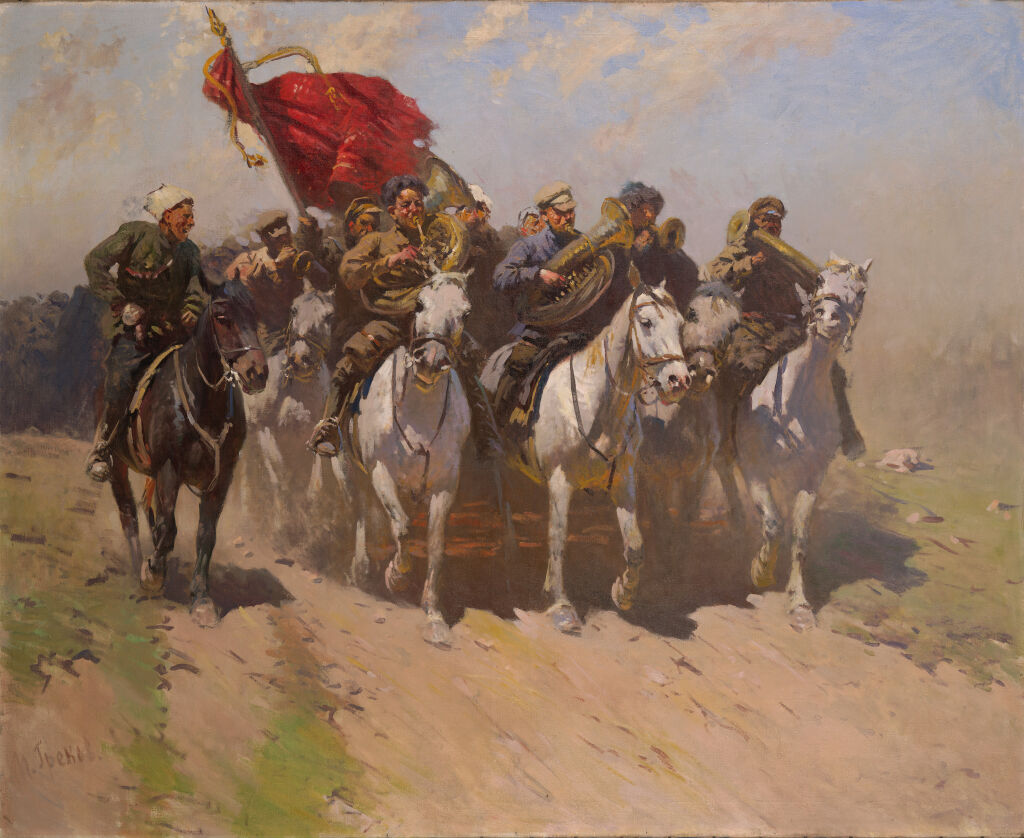
Mitrofán Grékov. Trompetistas del Primer Ejército de Caballería. 1934

Los preceptos del realismo socialista y su rígida aplicación durante más de veinte años causaron, para sus detractores, un gran daño a la libertad de expresión de los artistas soviéticos. Muchos artistas y autores vieron sus trabajos censurados, ignorados o rechazados. Mijaíl Bulgákov, por ejemplo, debió escribir su obra maestra El maestro y Margarita en secreto, pese a éxitos anteriores como Guardia blanca. Dmitri Shostakóvich sufrió la prohibición de varias de sus obras, como la Cuarta Sinfonía y la ópera Lady Macbeth de Mtsensk y debió recurrir a toda clase de maniobras para sortear la censura —controles oficiales— y obtener su rehabilitación. En 1937 compuso su Quinta Sinfonía en re menor opus 47, que subtituló Respuesta de un compositor soviético a una crítica justa. 
La doctrina política subyacente al realismo socialista ocasionó la prohibición de obras tales como las de George Orwell, consideradas por el gobierno soviético como poco más que panfletos anticomunistas, y dificultó en varios casos el acceso al arte y literatura extranjeras contemporáneas, de manera que las traducciones de clásicos previos a 1917 eran frecuentes pero la censura oficial impedía el libre acceso a la literatura contemporánea. Buena parte del llamado arte burgués y todas las obras "experimentales" o "formalistas" fueron denunciadas como decadentes, degeneradas y pesimistas, y por lo tanto esencialmente anticomunistas. La obra literaria de James Joyce fue condenada de modo particularmente drástico por su "subjetividad", así como el expresionismo abstracto en artes plásticas (como la obra de Jackson Pollock), mientras la cinematografía occidental era condenada de continuo como "decadente" al centrarse en temas subjetivos (dramas, comedias ligeras) sin mensaje político-social aceptable para un régimen de marxismo-leninismo.
El resultado concreto fue que hasta la glásnost de década de 1980 gran parte del público soviético tuviera prohibido el acceso a muchas obras del arte y la literatura occidental, hecho resaltado por los críticos del sistema soviético. Para sus defensores, la constante agitación de la idea de la censura choca con los tangibles esfuerzos que hacía el Estado para satisfacer las necesidades culturales de la población, incluyendo la incentivación de la lectura y las obras teatrales, costumbres hoy consideradas reminiscentes del período soviético.
De todos modos, no todos los militantes comunistas aceptaron la necesidad del realismo socialista. Su establecimiento como política de Estado en la década de 1930 tuvo más que ver con las políticas internas del Partido Comunista de la Unión Soviética y sus luchas intestinas de poder que con los imperativos del marxismo clásico. 
El ensayista marxista húngaro Georg Lukács criticó la rigidez del realismo socialista y postuló su propio realismo crítico como alternativa. Asimismo, en 1938, se publicó un famoso manifiesto: Manifiesto por un arte revolucionario independiente, firmado por André Breton y el pintor Diego Rivera, en el cual se hace una crítica radical al arte "soviético". El Che Guevara también criticó en su día la rigidez del realismo socialista.

## Obras y artistas destacados del realismo socialista

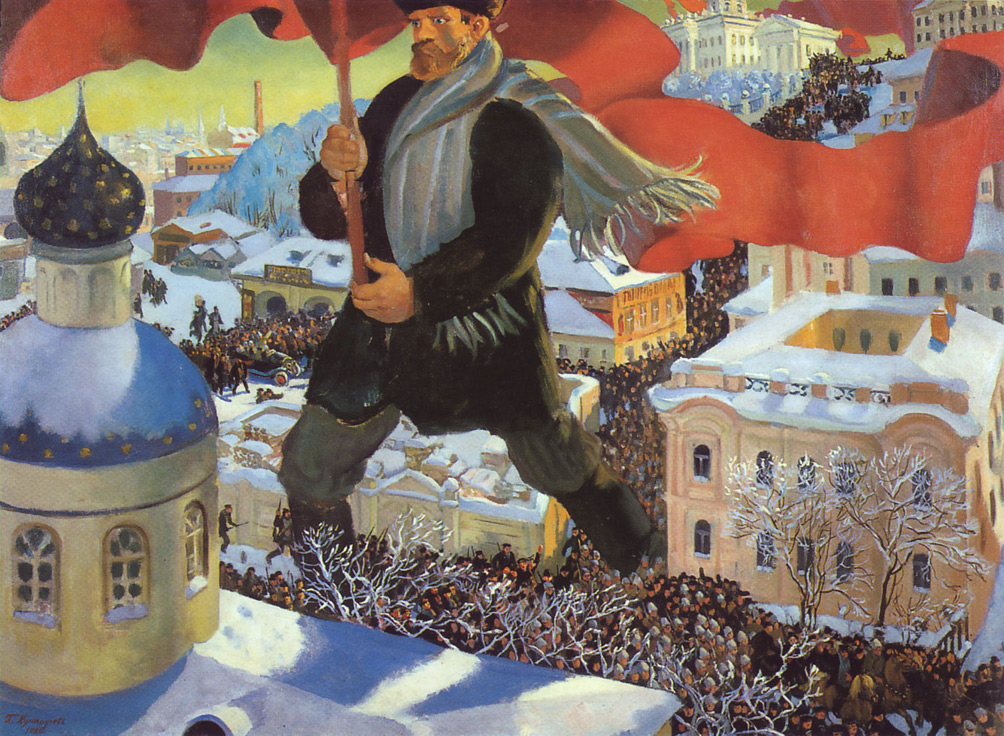
Borís Kustódiev: Bolchevique, 1920, óleo sobre lienzo. Galería Tretiakov, Moscú, Rusia.

La novela La madre de Máximo Gorki es generalmente considerada como la primera obra realista socialista (César de Vicente considera La jungla de Upton Sinclair la primera). Gorki fue un importante factor en el rápido crecimiento de esta corriente y su opúsculo El realismo socialista trazó sus fundamentos. Otras obras literarias importantes son Cemento, de Fiódor Gladkov (1925) y El Don apacible de Mijaíl Shólojov. 
El pintor Aleksandr Deineka aportó notables escenas patrióticas de la Segunda Guerra Mundial, las granjas colectivas y el deporte. Yuri Pímenov, Borís Iogansón y Gueli Kórzhev han sido descritos como los maestros incomprendidos del realismo del siglo XX. Cabe mencionar, igualmente, dentro de los pintores pertenecientes al realismo socialista, a Borís Kustódiev (con obras como el boceto para la Fiesta en conmemoración de la inauguración del II Congreso del Komintern el 19 de junio de 1920), Isaak Brodski, Aleksandr Guerásimov (Lenin en la tribuna, 1930), Gueorgui Riazhski y Aleksandr Deineka (La defensa de Petrogrado, 1928).
En música se podría incluir dentro de esta corriente algunas obras de Dmitri Shostakóvich, como la Séptima sinfonía (llamada "Leningrado"). 

### Pintura y muralismo

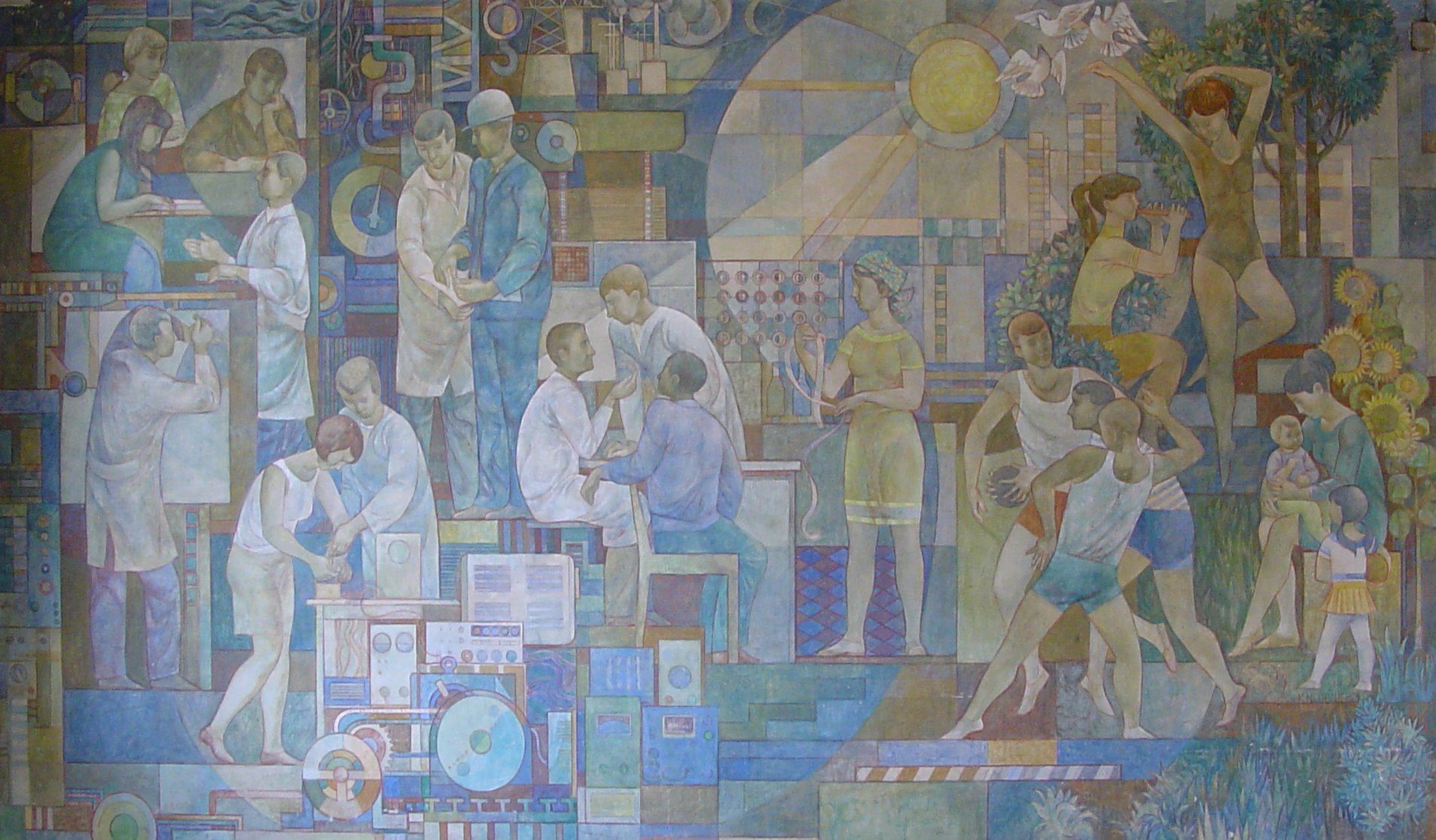
Mural en la antigua República Democrática Alemana.
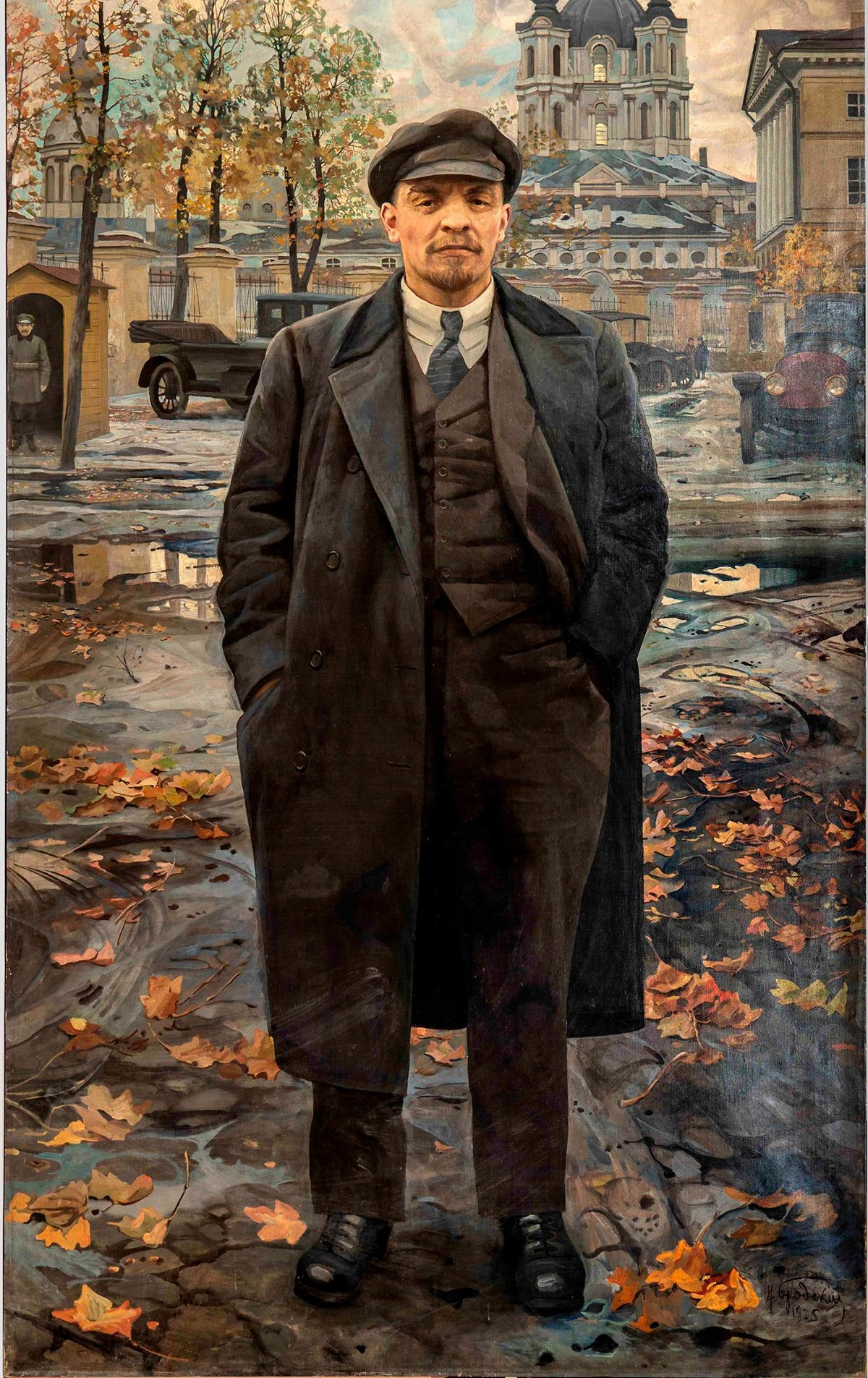
Lenin, retratado por Brodski.

### Arquitectura realista socialista
También conocido como gótico estalinista, o el clasicismo socialista, es un término dado a la arquitectura de la Unión Soviética bajo la dirección de Iósif Stalin, entre los años 1933, cuando el proyecto de Borís Iofán del Palacio de los Sóviets fue aprobado oficialmente, y 1955, cuando Nikita Jruschov condenó "excesos" de las últimas décadas y se disolvió la Academia Soviética de Arquitectura. La arquitectura estalinista se asocia con la escuela del realismo socialista, arte y arquitectura.

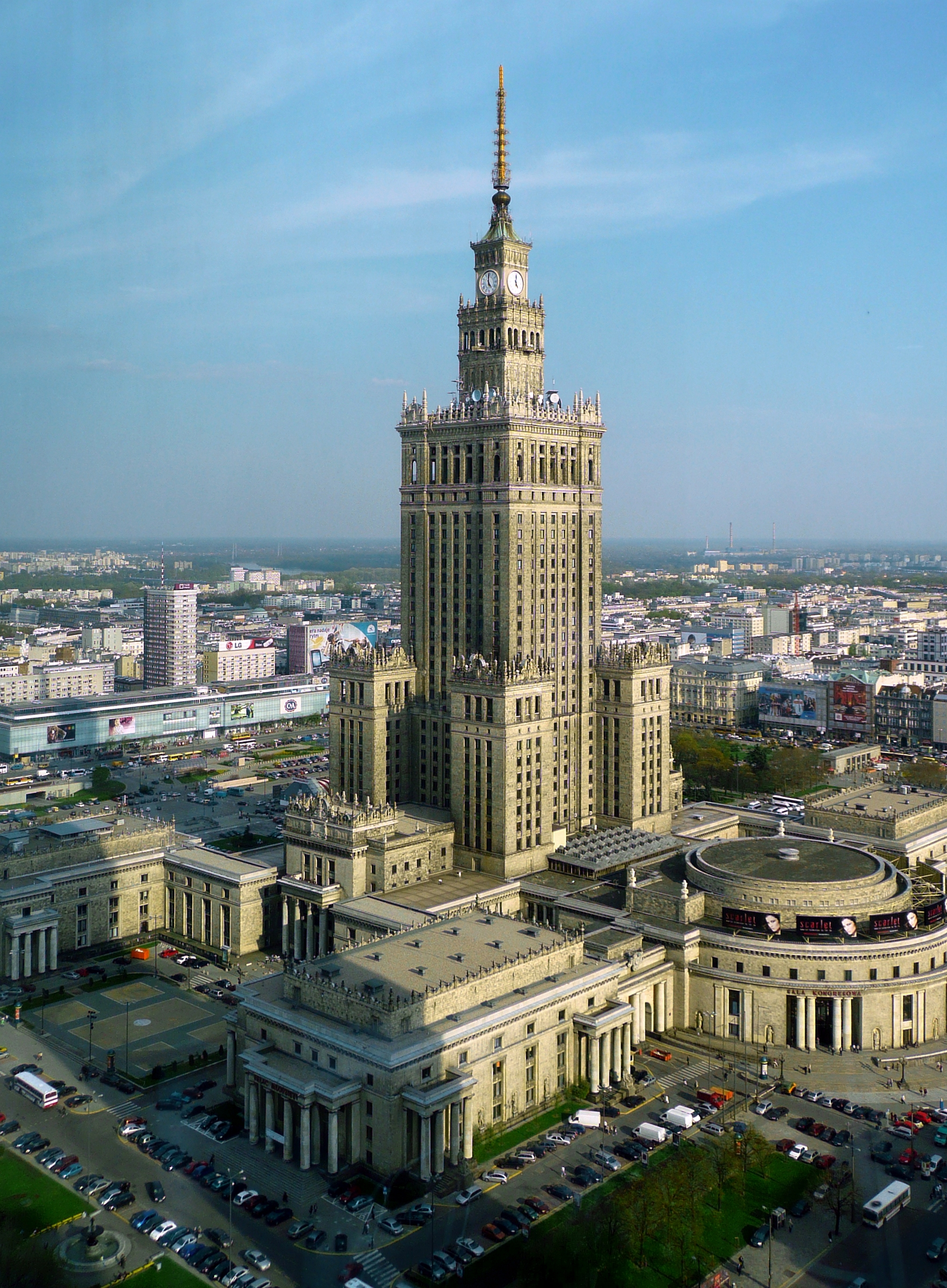
Palacio de la Cultura y la Ciencia, Varsovia, Polonia.
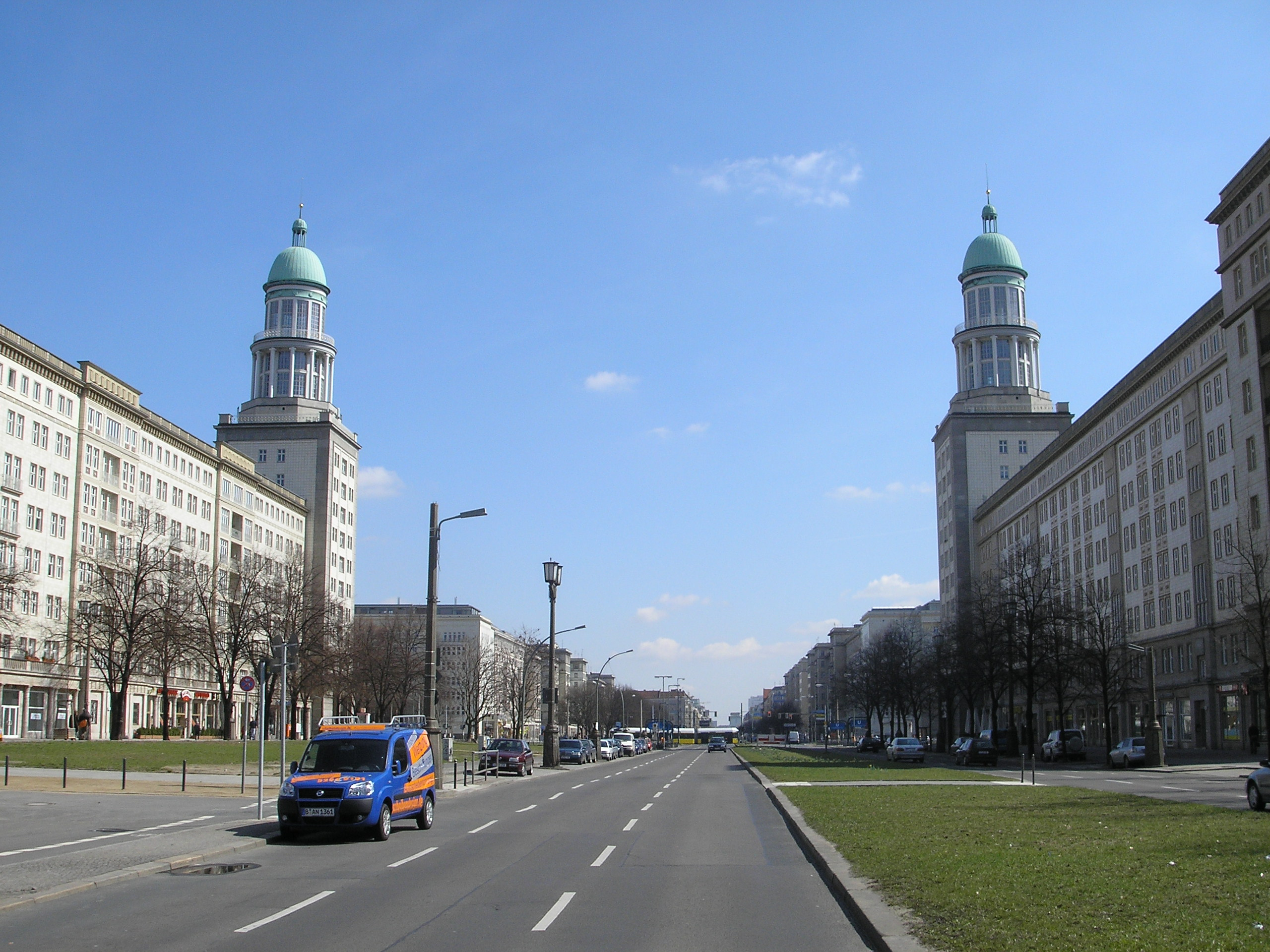
Frankfurter Tor, Berlín, Alemania.
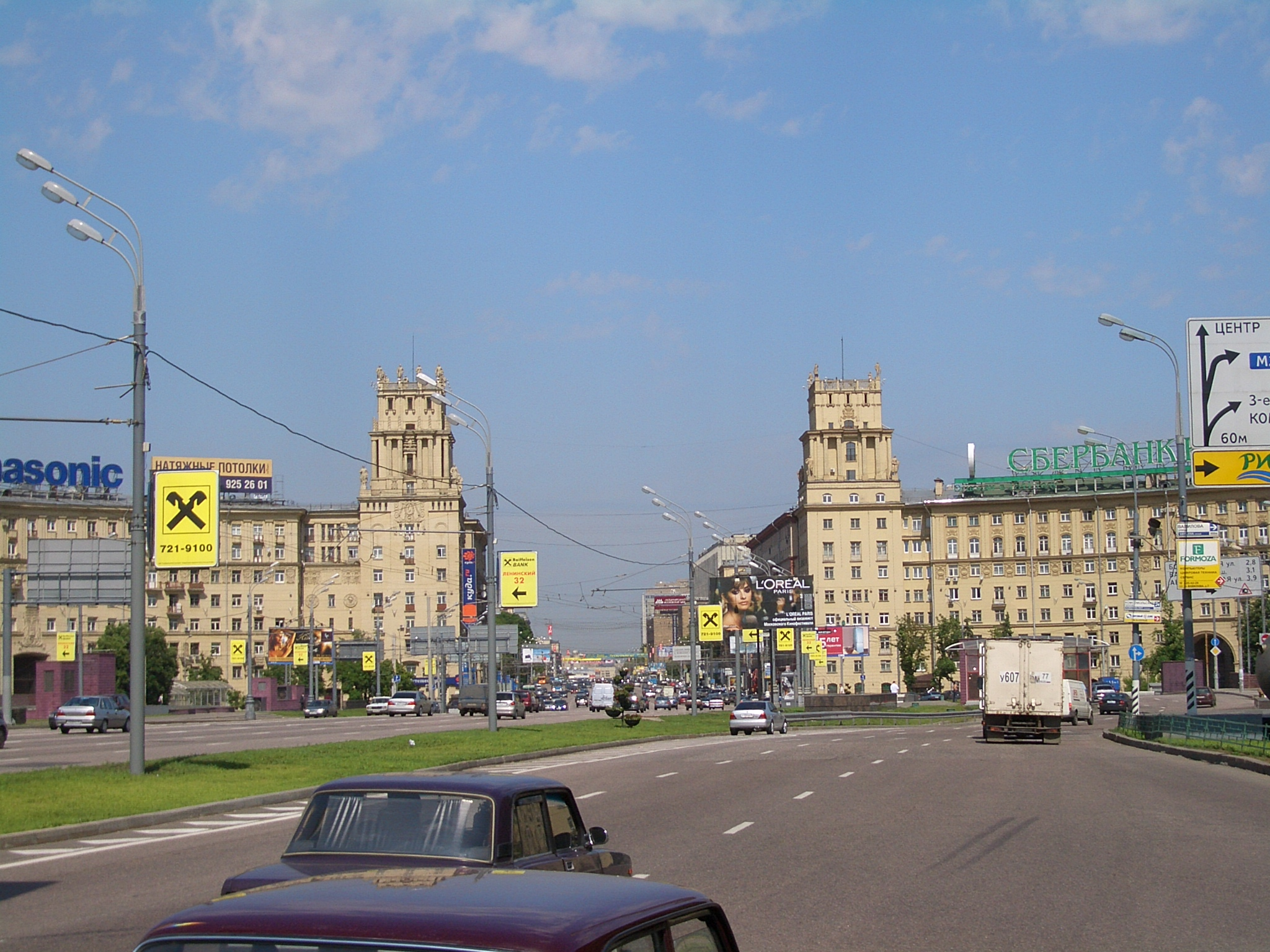
Plaza de Gagarin, Moscú, Rusia.

### Escultura

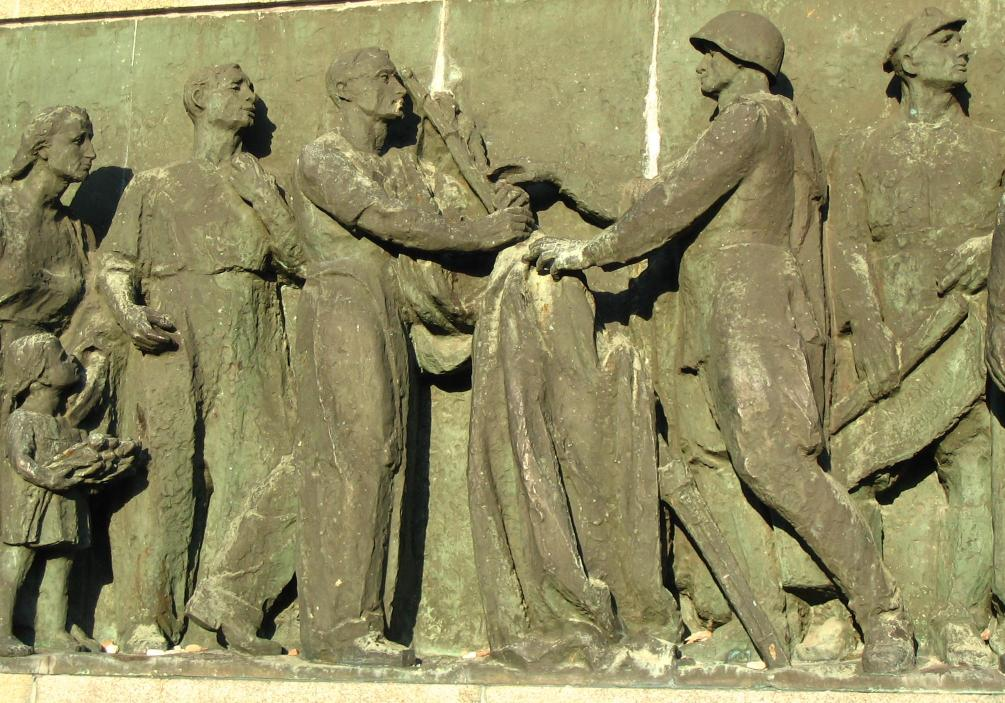
Un relieve del Cementerio militar soviético, en Varsovia mostrando obreros saludando a los soldados victoriosos.
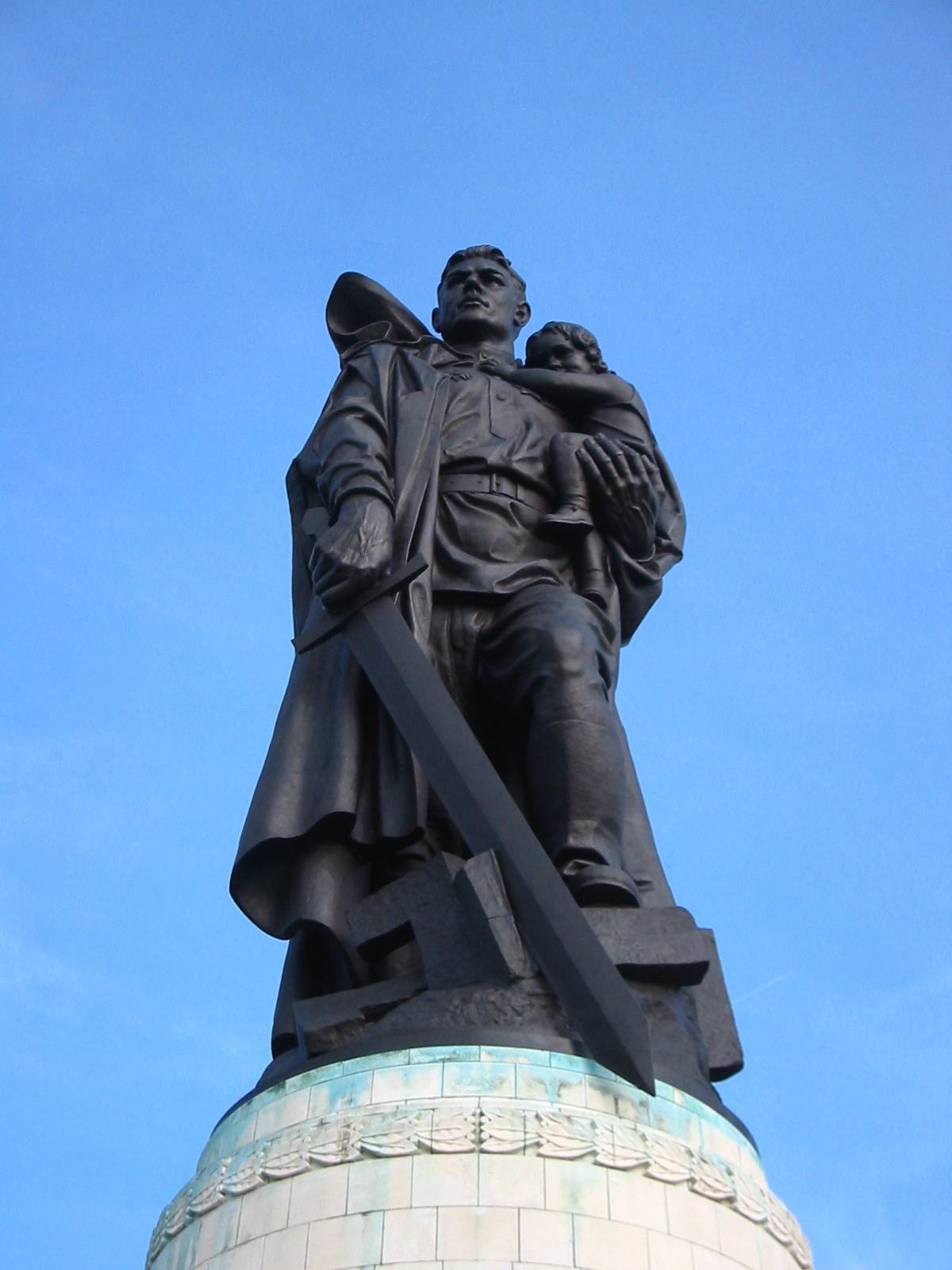
Monumento al soldado soviético en el parque de Treptow de Berlín.
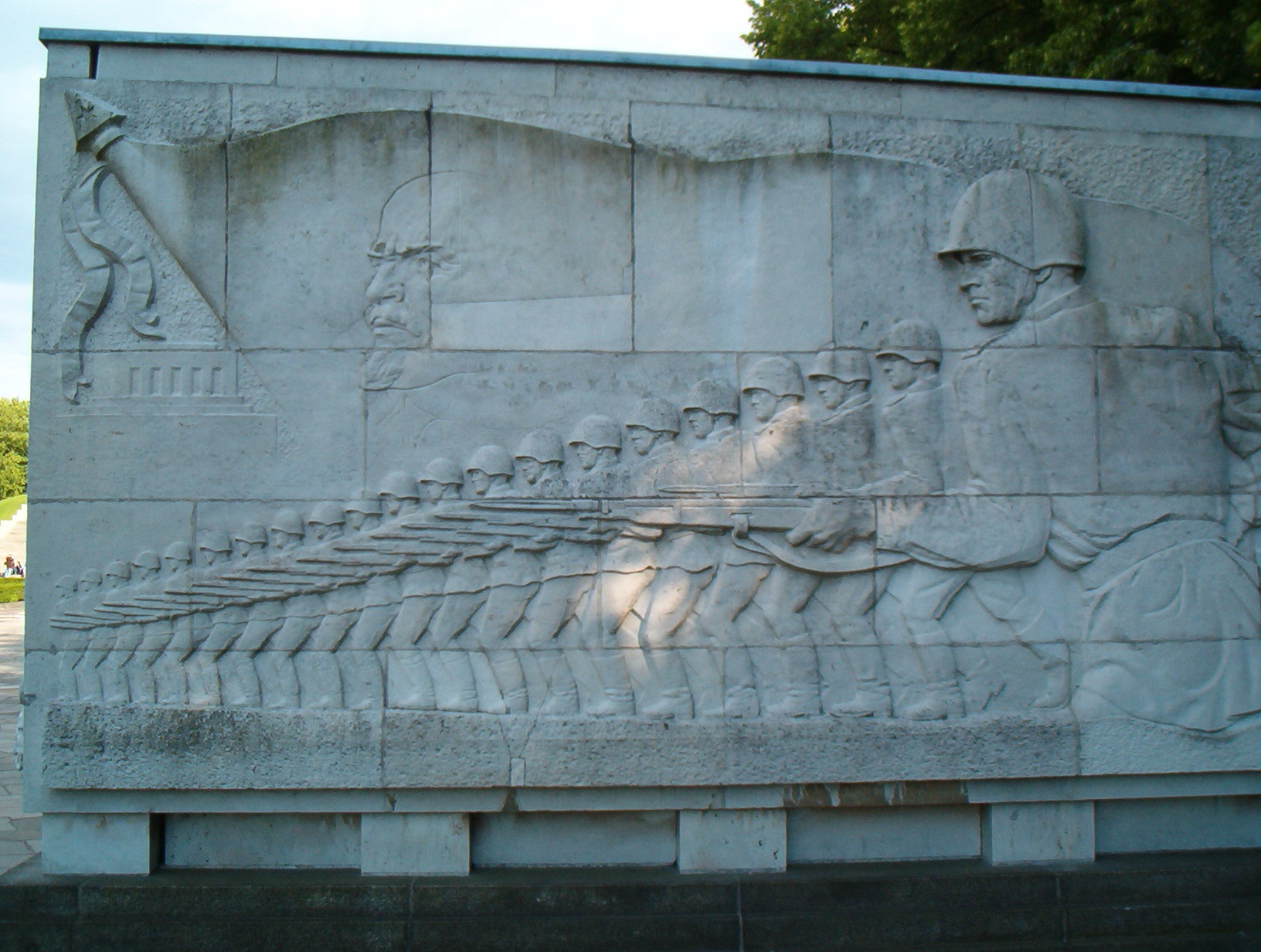
Berlín, parque de Treptow. Bajorrelieve.

### Música
Algunos de los compositores más destacados de la Unión Soviética fueron Dmitri Shostakóvich, Serguéi Prokófiev y Aram Jachaturián. Estos fueron galardonados y condecorados por el gobierno soviético, pero también sufrieron fuertes censuras al no ajustarse a la rigidez del realismo socialista, especialmente en 1948, por el Decreto Zhdánov. Tras cada censura, tenían que retractarse públicamente y componer una nueva obra a gusto del gobierno de Stalin, para ser restituidos.
- Dmitri Shostakóvich. Las sinfonías 5ª y 7ª son las más representativas de esta tendencia estética.
- Serguéi Prokófiev. Destaca el Ballet Romeo y Julieta y la ópera Guerra y Paz.
- Aram Jachaturián. Destacan los ballets: Espartaco, el Poema a Stalin y Gayaneh, famosa por la Danza del sable.